# Венюковское городище
Венюковское городище — городище горного типа эпохи средневековья, расположенное на перевале Венюкова в 12 км северо-западнее посёлка Кавалерово Приморского края РФ. Памятник археологии федерального значения.

## Описание
В 1907 году исследователем Дальнего Востока В. К. Арсеньевым впервые был сделан план городища. Он писал: «Есть одна крепость, построенная на самом хребте Сихотэ-Алинь на пути от р. Фудзина (ныне Павловка) на р. Тадуши (ныне Зеркальная). Крепость большая и в настоящее время находится несколько в стороне от южной тропы и кумирни. Очевидно, что раньше шла здесь дорога и, вероятно, там, где стояла крепость, запирающая перевал с той и другой стороны». Севернее крепости на реке Зеркальной на вершине сопки, для отправления духовных нужд, зафиксирована горная кумирня. В 1983 году археологом О. С. Галактионовым был сделан план остатков городища, а в 2002 году Амурско-Приморская археологическая экспедиция выполнила топографическую съёмку. Укрепление в плане имеет вид прямоугольника. Внутренняя поверхность ровная нетеррасированная, общая площадь 8 га. С трёх сторон — с западного, южного и восточного, окружено защитным валом и рвом шириной от 3 до 7 м. В восточной части вала имеется разрыв, вероятно для ворот. Северная сторона разрушена. Крепость выполняла охранно-сторожевую функцию и контролировала дорогу, связывавшую западные и восточные склоны Сихотэ-Алиня на данном участке, а также контролировала проход из одного речного бассейна в другой. Археологически городище изучено мало. Датирующий материал не обнаружен. По фортификационным характеристикам городище полностью соответствует бохайским традициям. Скорее всего крепость была построена в эпоху государства Бохай и также использовалось позднее.